# Estación de Saint-Georges
La  estación de Saint-Georges es una estación de la línea 12 del metro de París situada en el IX distrito , al norte de la ciudad.

## Historia
La estación fue inaugurada el 8 de abril de 1911.
Debe su nombre a la calle y plaza Saint-Georges.

## Descripción
Está compuesta de dos vías y de dos andenes laterales de 75 metros. 
Está diseñada en bóveda elíptica con un apoyo central que separa los dos andenes. Ha sido revestida completamente de los clásicos azulejos blancos biselados del metro parisino con la única excepción del zócalo que es de color verde. 
Su iluminación ha sido renovada empleando el modelo vagues (olas) con estructuras casi adheridas a la bóveda que sobrevuelan ambos andenes proyectando la luz en varias direcciones. 
La señalización por su parte usa lo que aparenta ser la tipografía Nord-Sud. En realidad no deja de ser una imitación poco fiel al estilo original (que sí se puede observar, por ejemplo en Abbesses) que se ha realizado a principio de los años 2000. En ella no se ha respetado ni el gran tamaño que suelen tener la señalización Nord-Sud, ni el código de color, ya que el verde se correspondía con estaciones con correspondencia con otras líneas, siendo el marrón el color empleado en caso contrario. 
Por último, los asientos de la estación son verdes, individualizados y de tipo Motte.